# Agdistis notabilis
Agdistis notabilis is een vlinder uit de familie vedermotten (Pterophoridae). De wetenschappelijke naam van deze soort is voor het eerst geldig gepubliceerd in 2009 door Gielis & Karsholt.
De soort komt voor in tropisch Afrika.